# بينان
بينان (بالإنجليزية: Biñan)‏ هي مدينة في الفلبين، تتبع لاغونا، بلغ عدد سكانها 333٬028  نسمة، في 1 أغسطس 2015، تبلغ مساحتها 43٫50 كيلومتر مربع، رمزها البريدي هو 4024.

## الموقع
تشترك في الحدود مع:
- سان بيدرو (الفلبين)
- Carmona, Cavite [الإنجليزية]‏
- سانتا روزا (الفلبين).

## المناخ
يظهر الجدول التالي التغييرات المناخية على مدار السنة لبينان:
| البيانات المناخية لـبينان         | البيانات المناخية لـبينان | البيانات المناخية لـبينان | البيانات المناخية لـبينان | البيانات المناخية لـبينان | البيانات المناخية لـبينان | البيانات المناخية لـبينان | البيانات المناخية لـبينان | البيانات المناخية لـبينان | البيانات المناخية لـبينان | البيانات المناخية لـبينان | البيانات المناخية لـبينان | البيانات المناخية لـبينان | البيانات المناخية لـبينان |
| الشهر                             | يناير                     | فبراير                    | مارس                      | أبريل                     | مايو                      | يونيو                     | يوليو                     | أغسطس                     | سبتمبر                    | أكتوبر                    | نوفمبر                    | ديسمبر                    | المعدل السنوي             |
| --------------------------------- | ------------------------- | ------------------------- | ------------------------- | ------------------------- | ------------------------- | ------------------------- | ------------------------- | ------------------------- | ------------------------- | ------------------------- | ------------------------- | ------------------------- | ------------------------- |
| الدرجة القصوى °م (°ف)             | 34 (93)                   | 34 (93)                   | 35 (95)                   | 36 (97)                   | 37 (99)                   | 38 (100)                  | 38 (100)                  | 35 (95)                   | 35 (95)                   | 34 (93)                   | 34 (93)                   | 34 (93)                   | 38 (100)                  |
| متوسط درجة الحرارة الكبرى °م (°ف) | 30 (86)                   | 31 (88)                   | 32 (90)                   | 33 (91)                   | 33 (91)                   | 32 (90)                   | 31 (88)                   | 30 (86)                   | 31 (88)                   | 30 (86)                   | 30 (86)                   | 30 (86)                   | 31 (88)                   |
| متوسط درجة الحرارة الصغرى °م (°ف) | 21 (70)                   | 22 (72)                   | 22 (72)                   | 24 (75)                   | 25 (77)                   | 25 (77)                   | 24 (75)                   | 23 (73)                   | 23 (73)                   | 23 (73)                   | 23 (73)                   | 22 (72)                   | 23 (73)                   |
| أدنى درجة حرارة °م (°ف)           | 15 (59)                   | 15 (59)                   | 15 (59)                   | 16 (61)                   | 16 (61)                   | 20 (68)                   | 21 (70)                   | 21 (70)                   | 21 (70)                   | 21 (70)                   | 19 (66)                   | 17 (63)                   | 15 (59)                   |
| المصدر: Weatherbase               |                           |                           |                           |                           |                           |                           |                           |                           |                           |                           |                           |                           |                           |

## أعلام
- كريس خافيير